# Луїс де Ласі

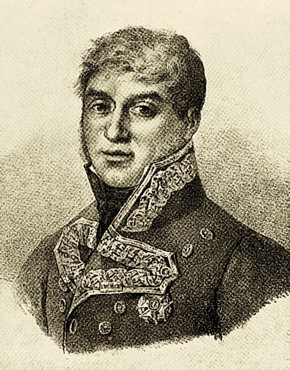
Луїс де Ласі

Луїс де Ласі (ісп. Luis Lacy y Gautier; 11 січня 1775, Сан-Роке, Кадіс — 5 липня 1817, Замок Бельвер, Пальма-де-Мальорка, о. Мальорка) — іспанський політичний діяч; учасник Іспанської революції 1808—14; генерал.
У 1803—08 роках служив у французьких військах. Посланий з французькими окупаційними військами в Іспанію, перейшов у 1808 році на сторону свого народу, що захищав батьківщину від окупантів. У 1812 році був призначений Центральною хунтою генерал-губернатором Каталонії. Після воцаріння (другого) Фердинанда VII був звільнений і, знаходячись в опалі, жив під Барселоною. У 1817 році підняв повстання у Каталонії (повстанці вимагали відновлення Кадіської конституції 1812), після невдачі якого був розстріляний.